# Restio dispar
Restio dispar là một loài thực vật có hoa trong họ Restionaceae. Loài này được Mast. miêu tả khoa học đầu tiên năm 1865.